# 페르낭델

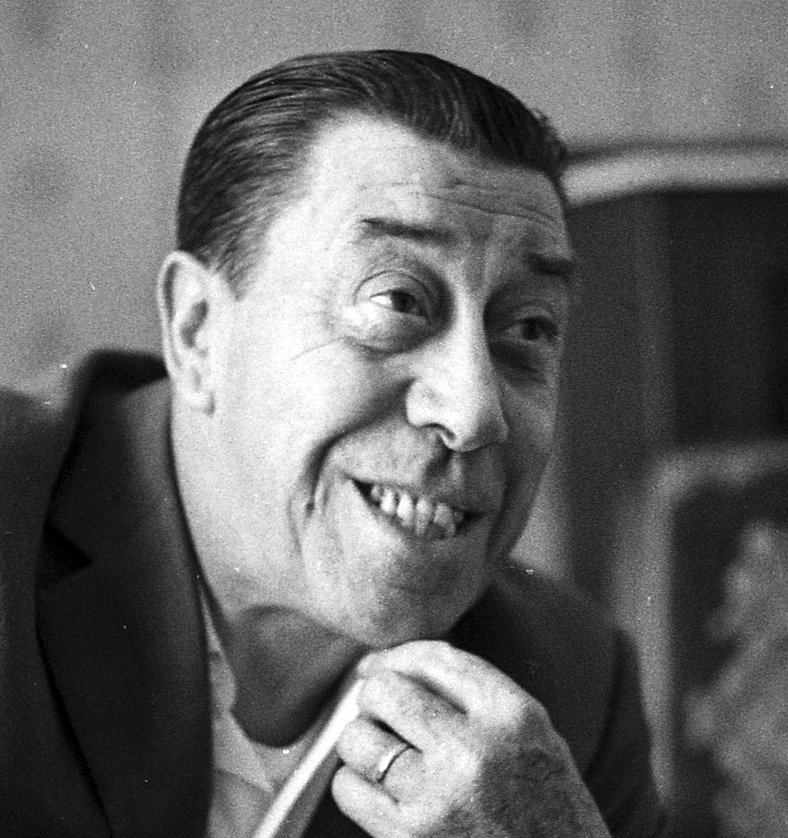

페르낭델(Fernand Joseph Désiré Contandin, 1903년 5월 8일 ~ 1971년 2월 26일)은 프랑스의 배우이자 가수이다. 프랑스 마르세유에서 태어난 그는 프랑스의 보드빌, 오페레타, 음악당 익살극에서 처음으로 인기를 끌면서 코미디 스타가 되었다. 그는 이탈리아와 미국 영화에도 출연하였다. 그가 처음 할리우드 영화에 출연한 것은 1956년의 80일간의 세계일주였으며 여기서 그는 데이비드 니븐의 코치 역할을 수행하였다. 페르낭델은 배우 활동뿐 아니라 그의 영화 작품을 공동 제작하거나 감독하기도 했다.
페르낭델은 폐암으로 사망하였고 프랑스 파리 파씨 지구(Cimetière de Passy)에 묻혔다.

## 출연
- 1970년 - Heureux qui comme Ulysse
- 1952년 - 돈 카밀로 신부의 작은 전쟁 (The Little World Of Don Camillo / Le Petit Monde De Don Camillo) - 돈 카밀로 역
- 1951년 - 붉은 여인숙 (The Red Inn / L'Auberge rouge) - 몽크 역